# Dušan Klein

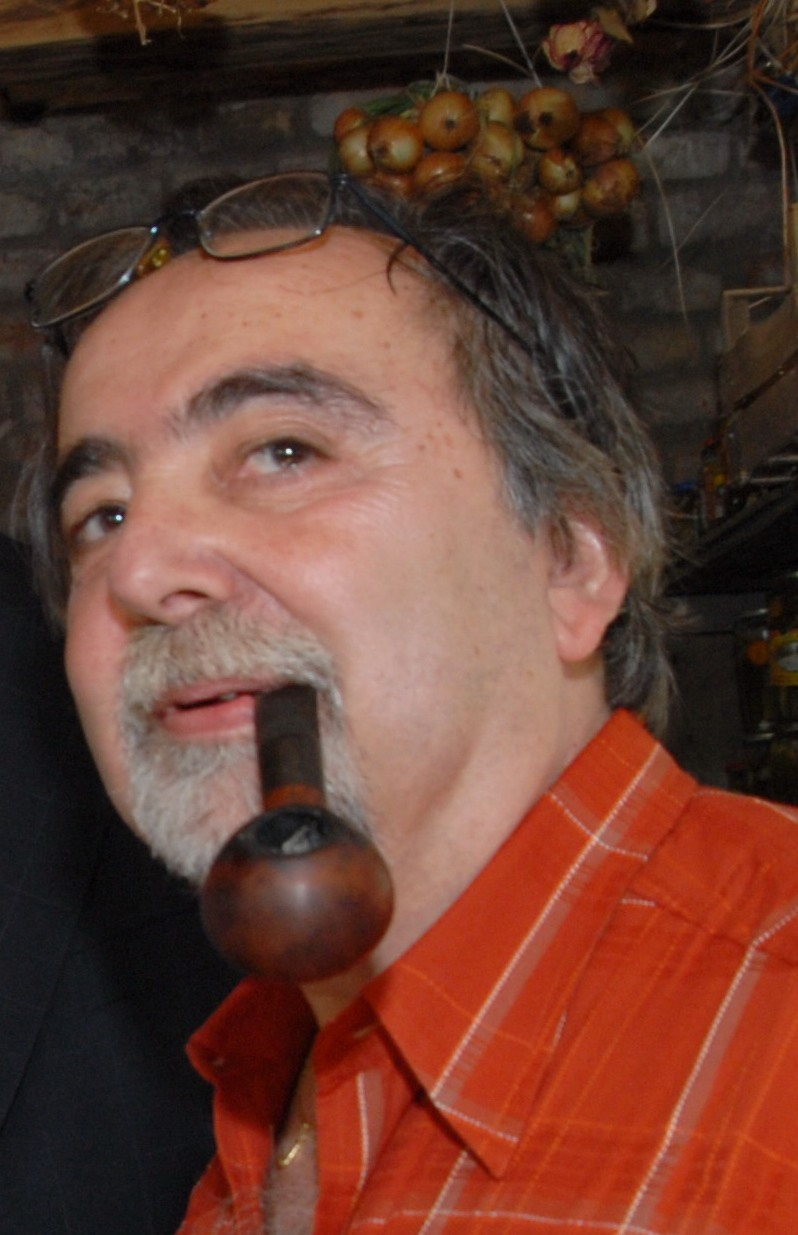
Dušan Klein im Jahr 2007

Dušan Klein (* 21. Juni 1939 in Michalovce als Július Klein; † 9. Januar 2022) war ein tschechischer Filmregisseur und Drehbuchautor.

## Leben
Klein wurde 1939 in Michalovce geboren. Er war Jude. Während des Zweiten Weltkriegs wurde er als Kind mit seiner Mutter und seinen Brüdern im Ghetto Theresienstadt inhaftiert.
Er überlebte den Krieg, wurde 1958 an der Film- und Fernsehfakultät der Akademie der Musischen Künste (FAMU) aufgenommen und arbeitete während seines Studiums als Regieassistent in den Filmstudios Barrandov.
Er schloss sein Studium im Jahr 1963 ab. Von demselben Jahr bis Mitte der 1970er Jahre war Dušan Klein freiberuflicher Regisseur und schrieb mehrere Fernsehfilme. Zu Beginn der Normalisierung, als es in den Filmstudios einige personelle Veränderungen gab und einige Filmregisseure gezwungen waren, das Unternehmen zu verlassen, war er einer derjenigen, die ihre Positionen ersetzten. In den Filmstudios war er wieder von 1975 bis 1991  aktiv. Ab dem 1. November 2002 lehrte er an der FAMU als Professor in den Bereichen Film, Fernsehen, Fotokunst und Regie für neue Medien.
Sein Werk umfasst etwa 70 Filme als Regisseur, davon entstanden etwa die Hälfte für das Fernsehen.

## Filmografie (Auswahl)
- 1964: Platzkarte ohne Rückkehr (Mistenka bez navratu)
- 1970: Einer von Ihnen ist der Mörder (Jeden z nich je vrah)
- 1973: Das Geheimnis des goldenen Buddhas (Tajemstvi zlateho Buddhy)
- 1973: Anonyme Anzeige (Zatykac)
- 1974: Der Fall des toten Mannes (Pripad mrtveho muze)
- 1976: Die Stadt weiß nichts (Mesto nic nevi)
- 1982: Wie die Welt um ihre Dichter kommt (Jak svet prichazi o basniky)
- 1983: Tod am Stadtrand (Radikalni rez)
- 1984: Wie Poeten ihre Illusion verlieren (Jak basnici prichazeji o iluza)
- 1986: Such dein Glück, Zigeuner (Kdo se boji, utika)
- 1987: Der Spuk (Prízrak)
- 1987: Wie Poeten das Leben genießen (Jak basnikum voni zivot)
- 1988: Gute Tauben kehren immer zurück (Dobri holubi se vraceji)
- 1989: Vazeni pratele, ano
- 1993: Das Ende der Dichter in Böhmen (Konec Basniku v cechach…)
- 2005: Ulice (Fernsehserie, 10 Folgen)